# Arie Jan Haagen-Smit
Arie Jan Haagen-Smit (* 22. Dezember 1900 in Utrecht; † 17. März 1977 in Pasadena) war ein niederländischer Chemiker.
Haagen-Smit studierte Chemie an der Universität Utrecht. 1926 schloss er mit dem Master ab und wurde 1929 promoviert. Von 1929 bis 1935 arbeitete er als wissenschaftlicher Assistent bei Fritz Kögl an der Universität Utrecht. In dieser Zeit war er gemeinsam mit Kögl und Hanni Erxleben an der Entdeckung des Auxin beteiligt. Ab 1936 war er bei Kenneth Thimann als Lecturer für Organische Chemie an der Harvard University. 1937 wurde er auf Einladung von Thomas Hunt Morgan Fakultätsmitglied am Caltech in Pasadena und war dort von 1940 bis 1971 Professor für bioorganische Chemie.
Ab 1948 erforschte er die Luftverschmutzung und prägte den Begriff des Smog. 

## Ehrungen
- 1947: Ritter des Orden von Oranien-Nassau der Niederlande
- 1950: Fritzsche Award der American Chemical Society
- 1951: Korrespondierendes Mitglied der Königlich Niederländischen Akademie der Wissenschaften[1]
- 1964: Tolman Award der American Chemical Society
- 1971: Mitglied der National Academy of Sciences
- 1973: National Medal of Science (Physical Sciences) der United States of America
- 1974: Tyler Prize for Environmental Achievement